# Aloe erensii
Aloe erensii är en grästrädsväxtart som beskrevs av Hugh Basil Christian. Aloe erensii ingår i släktet Aloe och familjen grästrädsväxter. Inga underarter finns listade i Catalogue of Life.